# Hardwell
Robbert Van de Corput (Breda, 7 de janeiro de 1988) mais conhecido pelo seu nome artístico de Hardwell é um DJ e produtor musical de progressive e electro house neerlandês. Depois de assistir a um programa sobre DJ's holandeses (um deles Tiësto, que foi uma inspiraçâo para este)  na MTV com 13 anos de idade, ele se inspirou a começar a discotecar. Em 2009, após o sucesso de "Show Me Love vs. Be", ele produziu vários outros singles de sucesso EDM como "Spaceman" e "Cobra" e também fez colaborações e excursionou com Tiësto. Ao lado de outros artistas como Alesso e R3hab, Hardwell foi nomeado um artista de EDM para assistir em 2012 pela MTV. Em 2010, ele fundou sua própria gravadora Revealed Recordings e ele foi classificado no número 24 na lista Top 100 DJ da revista DJ Mag em 2011, e número 6 em 2012. Em 2013 e em 2014 foi considerado o melhor DJ do mundo, na frente de várias lendas da música eletrônica, como Armin van Buuren, David Guetta e Tiësto. Em 2015 Hardwell foi ultrapassado no Top 100 DJ da revista pela dupla Dimitri Vegas & Like Mike, ficando assim o número 2, apesar de alguma polémica. Hardwell Abriu o Tomorrowland Bélgica 2012 sendo sua 1ª vez tocando no Evento abrindo assim o Palco The Book Of Wisdom, Tocou Na Tomorrowworld 2013 & 2015, e, na Tomorrowland Brasil 2015. Por Motivos de conflitos de votos da DJ MAG 2015 por Dimitri Vegas & Like Mike, Hardwell anunciou na página da sua Gravadora Revealed Recordings no Twitter que não iria tocar na Tomorrowland Brasil 2016 e também na Tomorrowland Bélgica 2016, assim também não levou seu Palco "Revealed Stage" a nenhum dos 2 eventos. Após uma aparente trégua deste conflito retornou em 2018 para Tomorrowland, mas sem o Revealed Stage. Atualmente aposentado de shows, porém, produzindo músicas, desde 7 de setembro de 2018 e por tempo indeterminado, mas com possível retorno.

## Discografia

### Álbuns de estúdio
| Título                                                                                        | Detalhe do álbum                                                                           | Posições em paradas músicais | Posições em paradas músicais | Posições em paradas músicais | Posições em paradas músicais | Posições em paradas músicais | Posições em paradas músicais | Posições em paradas músicais | Posições em paradas músicais | Posições em paradas músicais |
| Título                                                                                        | Detalhe do álbum                                                                           | HOL                          | AUS                          | AUT                          | BEL                          | ALE                          | SUE                          | SUI                          | UK                           | EUA                          |
| --------------------------------------------------------------------------------------------- | ------------------------------------------------------------------------------------------ | ---------------------------- | ---------------------------- | ---------------------------- | ---------------------------- | ---------------------------- | ---------------------------- | ---------------------------- | ---------------------------- | ---------------------------- |
| United We Are                                                                                 | - Lançamento: 23 de janeiro de 2015 - Gravadora: Revealed - Formatos: CD, download digital | 1                            | 41                           | 6                            | 13                           | 11                           | 35                           | 4                            | 83                           | 85                           |
| Rebels Never Die                                                                              | - Lançamento: 9 de setembro de 2022 - Gravadora: Revealed - Formatos: CD, download digital | 29                           | —                            | —                            | 146                          | —                            | —                            | —                            | —                            | —                            |
| "—" indica que a gravação não foi incluída nas paradas ou não foi distribuída naquela região. |                                                                                            |                              |                              |                              |                              |                              |                              |                              |                              |                              |

### Álbuns de compilação
| Título                             | Detalhe do álbum                                                                           |
| ---------------------------------- | ------------------------------------------------------------------------------------------ |
| Hardwell presents Revealed, Vol. 1 | - Lançamento: 29 de outubro de 2010 - Gravadora: Revealed - Formatos: CD, download digital |
| Hardwell presents Revealed, Vol. 2 | - Lançamento: 22 de julho de 2011 - Gravadora: Revealed - Formatos: CD, digital download   |
| Hardwell presents Revealed, Vol. 3 | - Lançamento: 6 de julho de 2012 - Gravadora: Revealed - Formatos: CD, digital download    |
| Hardwell presents Revealed, Vol. 4 | - Lançamento: 21 de junho de 2013 - Gravadora: Revealed - Formatos: CD, digital download   |
| Hardwell presents Revealed, Vol. 5 | - Lançamento: 20 de junho de 2014 - Gravadora: Revealed - Formatos: CD, digital download   |
| Hardwell presents Revealed, Vol. 6 | - Lançamento: 19 de junho de 2015 - Gravadora: Revealed - Formatos: CD, digital download   |
| Hardwell presents Revealed, Vol. 7 | - Lançamento: 24 de junho de 2016 - Gravadora: Revealed - Formatos: CD, digital download   |
| Hardwell presents Revealed, Vol. 8 | - Lançamento: 13 de outubro de 2017 - Gravadora: Revealed - Formatos: CD, digital download |
| Hardwell Presents Revealed, Vol. 9 | - Lançamento: 12 de outubro de 2018 - Gravadora: Revealed - Formatos: CD, digital download |
| Hardwell Presents Revealed Vol. 10 | - Lançamento: 30 de agosto de 2019 - Gravadora: Revealed - Formatos: CD, digital download  |

## Singles

### Como artista principal
| Título                                                                                        | Ano  | Posições em paradas músicais | Posições em paradas músicais | Posições em paradas músicais | Posições em paradas músicais | Posições em paradas músicais | Posições em paradas músicais | Posições em paradas músicais | Certificações   | Álbum             |
| Título                                                                                        | Ano  | HOL                          | AUS                          | AUT                          | BEL                          | FRA                          | ALE                          | UK                           | Certificações   | Álbum             |
| --------------------------------------------------------------------------------------------- | ---- | ---------------------------- | ---------------------------- | ---------------------------- | ---------------------------- | ---------------------------- | ---------------------------- | ---------------------------- | --------------- | ----------------- |
| "Zero 76" (with Tiësto)                                                                       | 2011 | 19                           | —                            | —                            | 32                           | —                            | —                            | —                            |                 | Non-album singles |
| "Cobra"                                                                                       | 2011 | 51                           | —                            | —                            | —                            | —                            | —                            | —                            |                 | Non-album singles |
| "Spaceman"                                                                                    | 2012 | —                            | —                            | —                            | 5                            | 79                           | —                            | —                            |                 | Non-album singles |
| "Call Me a Spaceman" (featuring Mitch Crown)                                                  | 2012 | 34                           | —                            | —                            | —                            | —                            | —                            | —                            |                 | Non-album singles |
| "How We Do" (with Showtek)                                                                    | 2012 | 91                           | —                            | —                            | —                            | —                            | —                            | —                            |                 | Non-album singles |
| "Apollo" (featuring Amba Shepherd)                                                            | 2012 | 46                           | —                            | 71                           | 21                           | 70                           | —                            | —                            | - NVPI: platina | Non-album singles |
| "Jumper" (with W&W)                                                                           | 2013 | —                            | —                            | —                            | —                            | 141                          | —                            | —                            |                 | Non-album singles |
| "Countdown" (with MAKJ)                                                                       | 2013 | 41                           | —                            | —                            | 28                           | —                            | —                            | —                            |                 | Non-album singles |
| "Dare You" (featuring Matthew Koma)                                                           | 2013 | 40                           | —                            | —                            | 13                           | —                            | —                            | 18                           |                 | Non-album singles |
| "Everybody Is In the Place"                                                                   | 2014 | —                            | —                            | —                            | 42                           | —                            | —                            | 59                           |                 | Non-album singles |
| "Arcadia" (with Joey Dale featuring Luciana)                                                  | 2014 | —                            | —                            | —                            | 75                           | 166                          | —                            | —                            |                 | United We Are     |
| "Young Again" (featuring Chris Jones)                                                         | 2014 | 23                           | —                            | 56                           | 18                           | 180                          | —                            | —                            | - NVPI: platina | United We Are     |
| "Don't Stop the Madness" (with W&W featuring Fatman Scoop)                                    | 2014 | —                            | —                            | —                            | 48                           | —                            | —                            | —                            |                 | United We Are     |
| "Eclipse"                                                                                     | 2015 | —                            | —                            | 34                           | —                            | —                            | —                            | —                            |                 | United We Are     |
| "Sally" (featuring Harrison)                                                                  | 2015 | 56                           | —                            | 33                           | 36                           | —                            | 60                           | —                            | - NVPI: ouro    | United We Are     |
| "Echo" (featuring Jonathan Mendelsohn)                                                        | 2015 | —                            | —                            | —                            | 29                           | —                            | —                            | —                            |                 | United We Are     |
| "Follow Me" (featuring Jason Derulo)                                                          | 2015 | 84                           | 26                           | —                            | 56                           | —                            | —                            | —                            | - NVPI: ouro    | United We Are     |
| "Off the Hook" (with Armin van Buuren)                                                        | 2015 | —                            | —                            | —                            | 51                           | —                            | —                            | —                            |                 | Embrace           |
| "Mad World" (featuring Jake Reese)                                                            | 2015 | 78                           | —                            | —                            | 37                           | 117                          | —                            | —                            |                 | Non-album singles |
| "Live the Night" (with W&W and Lil Jon)                                                       | 2016 | —                            | —                            | —                            | —                            | 112                          | —                            | —                            |                 | Non-album singles |
| "Thinking About You" (featuring Jay Sean)                                                     | 2016 | 64                           | —                            | —                            | 46                           | —                            | —                            | —                            | - NVPI: ouro    | Non-album singles |
| "Creatures of the Night" (with Austin Mahone)                                                 | 2017 | 99                           | —                            | —                            | —                            | —                            | —                            | —                            |                 | Non-album singles |
| "Power" (with KSHMR)                                                                          | 2017 | 92                           | —                            | —                            | —                            | —                            | —                            | —                            |                 | Non-album singles |
| "Summer Air" (featuring Trevor Guthrie)                                                       | 2019 | —                            | —                            | —                            | 13                           | —                            | —                            | —                            |                 | Non-album singles |
| "—" indica que a gravação não foi incluída nas paradas ou não foi distribuída naquela região. |      |                              |                              |                              |                              |                              |                              |                              |                 |                   |

## Remixes
2003
- The Underdog Project vs. Sunclub – "Summer Jam 2003" (DJ Hardwell Bubbling Mix)
- DHS – "House of God" (DJ Hardwell Mix)
- Da Klubb Kings – "Two Thumbs Up" (DJ Hardwell Mix)
- Ruthless & Vorwerk – "I Feel Like Dancing" (DJ Hardwell Mix)
- Rmxcrw – "Turn Me On" (DJ Hardwell Mix)
- Camisra – "Let Me Show You" (DJ Hardwell Mix)
- Praise Cats – "Shined On Me" (DJ Hardwell Mix)
- UF – "Remixed" (DJ Hardwell Mix)

2005
- Sandwich – "On The Beach" (Hardwell & Greatski Club Dub)
- Public Flavor – "Let the Beat Hit 'M" (DJ Hardwell Remix)

2006
- Luke Howard – "Hi Life" (DJ Hardwell & Greatski Eclectic Beatz Remix)
- Public Flavor – "C U In My Dreams" (Hardwell & Greatski's Dub Mix)

2007
- Scooter – "Lass Uns Tanzen" (Hardwell & Greatski Late At Night Edit)
- Gregor Salto & Chuckie – "Toys Are Nuts" (Hardwell e DJ Rehab Remix)
- Gregor Salto feat. Andy Sherman – "Erasmus (Drop The Beat)" (Hardwell & R3hab Puerto Remix)
- DJ Debonair Samir – "Samir's Theme" (Hardwell Remix)
- Sidney Samson & Skitzofrenix – "You Don't Love Me (No, No, No)" (Hardwell & R3hab Remix)
- Richard Dinsdale – "Sniffin" (Hardwell & Greatski Sugar Free Remix)

2008
- EliZe – "Hot Stuff" (Hardwell Sunrise Mix)
- Gregor Salto – "Bouncing Harbour" (Hardwell & R3hab Remix)
- Laidback Luke – "Break Down the House" (Hardwell & R3hab Remix)
- Carlos Silva feat. Nelson Freitas & Q-Plus – "Cré Sabe 2008" (Hardwell Sunset Mix)
- The Partysquad – "Stuk"
- Robbie Taylor & Marc MacRowland – "Black Bamboo"
- Booty Luv – "Dance Dance"
- DJ Chuckie - "Drop Low"

2009
- Steve Angello & Laidback Luke feat. Robin S. - "Show Me Love" (Hardwell Style Remix / Hardwell & Sunrise Remix)
- Patric La Funk – "Restless" (Hardwell & Björn Wolf Remix)
- Funkerman feat. I-Fan – "Remember"
- Sharam – "Get Wild" (Hardwell & R3hab Remix)
- Sander Van Doorn vs. Marco V - "What Say?"
- Silvio Ecomo & Chuckie - "Moombah" (Hardwell & R3hab Remix)
- Chris Lake feat. Nastala – "If You Knew" (Hardwell & R3hab Mix)
- Hi_Tack – "I Don't Mind" (Hardwell & R3hab Remix)'
- Fedde Le Grand feat. Mitch Crown – "Let Me Be Real"
- Bob Sinclar feat. Steve Edwards – "Peace Song"
- Fedde Le Grand & Mitch Crown – "Scared Of Me"
- AnnaGrace - "Let The Feelings Go"
- Mojado feat. Akil - "Too High" (Björn Wolf & Hardwell Remix)
- Armin van Buuren feat. VanVelzen – "Broken Tonight"
- Groovenatics – "Untitled"
- Sylver – "Foreign Affair"

2010
- Tiësto – "Lethal Industry" (Hardwell 2010 Remix)
- Quintino feat. Mitch Crown – "You Can't Deny"
- Rene Amesz – "Coriander" (Hardwell & R3hab Remix)
- JoeySuki – "Dig.It.All"
- Nicky Romero – "Switched" (Hardwell & DJ Funkadelic Remix)
- Haley Gibby– "Physical"
- Clokx – "Catch Your Fall"
- Franky Rizardo – "Afrika" (Hardwell Revealed Remix)
- Dwight Brown – "El Saxo" (Hardwell's Ibiza Remix)
- Gregor Salto part. Chappell – "Your Friend"
- Nadia Ali – "At the End"
- George F. – "Congo Man" (Bjorn Wolf & Hardwell Remix)
- Benjamin Bates – "Whole 2010"

2011
- Dada Life – "Fight Club Is Closed (Its Time for Rock'n'Roll)"
- Gareth Emery & Jerome Isma-Ae – "Stars"
- Flo Rida feat. Akon – "Who Dat Girl"
- Alex Gaudino feat. Kelly Rowland – "What a Feeling"
- Martin Solveig feat. Kele – "Ready 2 Go"
- Adrian Lux feat. Rebecca & Fiona – "Boy"
- Jake Shanahan & Sebastien Lintz - "Passion"
- DJ Fresh feat. Sian Evans – "Louder"
- Bella – "Nobody Loves Me"
- Morgan Page, Sultan & Ned Shepard & BT feat. Angela McCluskey – "In the Air"
- Taio Cruz feat. Flo Rida – "Hangover"
- Tiësto feat. BT – "Love Comes Again" (Hardwell 2011 Rework)
- Michael Brun – "Dawn" (Hardwell Edit)
- Avicii – "Levels" (Hardwell Bootleg)

2012
- NO_ID & Martin Volt – "Zelda" (Hardwell Edit)
- Rihanna – "Where Have You Been" (Hardwell Club Mix)
- The Naked and Famous – "Young Blood" (Tiësto & Hardwell Remix)
- Knife Party – "Internet Friends" (Hardwell Edit)
- The Wanted – "Chasing the Sun" (Hardwell Remix)
- Example – "Say Nothing" (Hardwell & Dannic Remix)
- Franky Rizardo & Roul and Doors – "Elements" (Hardwell & Dannic Remix)
- Tony Romera – "Pandor" (Hardwell Rambo Edit)

2013
- Clockwork – "Tremor" (Hardwell Rambo Edit)
- Krewella – "Alive" (Hardwell the Final Remix)
- Mark Knight & Funkagenda – "Man with the Red Face" (Hardwell Remix)
- Blasterjaxx – "Fifteen" (Hardwell Edit)

2014
- Armin van Buuren - "Ping Pong"  (Hardwell Remix)
- Deorro & J-Trick - "Rambo" (Hardwell Edit)
- Bingo Players - "Knock You Out" (Hardwell Remix)
- Marco V - "Back In The Jungle" (Hardwell Rework)
- 30 Seconds to Mars - "City of Angels" (Hardwell Remix)
- Coldplay - "A Sky Full of Stars" (Hardwell Remix)
- David Guetta feat. Sam Martin – "Dangerous" (Hardwell Banging Vocal Edit)

2015
- Domeno & Michael Sparks - Locked & Loaded (Hardwell Edit)
- Calvin Harris feat. Ellie Goulding - Outside (Hardwell Remix)
- Quintino - Scorpion (Hardwell Edit)

2016
- Alan Walker feat. Iselin Solheim – "Faded" (Hardwell Remix)
- The Chainsmokers feat. Daya – "Don't Let Me Down" (Hardwell & Sephyx Remix)
- Moby – "Go" (Hardwell Remix)

2017
- Kill The Buzz – "Break The House Down" (Hardwell Edit)
- Badd Dimes – "Go Down Low" (Hardwell Edit)

2023
- David Guetta vs Benny Benassi - Satisfaction (Hardwell & Maddix Remix)
- Calvin Harris & Ellie Goulding - Miracle (Hardwell Remix)